# Гипотеза Ходжа
Гипотеза Ходжа сформулирована в 1941 году Вильямом Ходжем и состоит в том, что для типов пространств, называемых проективными алгебраическими многообразиями, так называемые циклы Ходжа являются комбинациями объектов, имеющих геометрическую интерпретацию, — алгебраических циклов.
В XX веке математики изобрели мощные методы исследования формы сложных объектов. Основная идея состоит в том, чтобы выяснить, до какой степени мы можем аппроксимировать форму данного объекта, склеивая вместе простые тела возрастающей размерности. Этот метод оказался эффективным при описании разнообразных объектов, встречающихся в математике. При этом были не ясны геометрические обоснования метода: в некоторых случаях было необходимо прибавлять части, которые не имели никакого геометрического истолкования.
Гипотезу Ходжа удалось доказать для некоторых частных случаев. Более общее доказательство пока не найдено, не найдено и доказательство обратного.

## Мотивация
Пусть X - компактное комплексное многообразие комплексной размерности n. Тогда X - ориентируемое гладкое многообразие действительной размерности {\displaystyle 2n}, так что его группы когомологии лежат в степенях от нуля до {\displaystyle 2n}.  Допустим, что X - это кэлерово многообразие, то есть существует декомпозиция на его когомологии с комлексными коэффициентами
{\displaystyle H^{n}(X,\mathbb {C} )=\bigoplus _{p+q=n}H^{p,q}(X),}
где {\displaystyle H^{p,q}(X)} - подгруппа классов когомологии, которые представляются гармоническими формами типа {\displaystyle (p,q)}, то есть, дифференциальными формами, которые при некотором выборе локальных координат {\displaystyle z_{1},\ldots ,z_{n}} могут быть записаны как гармоническая функция, умноженная на
{\displaystyle dz_{i_{1}}\wedge \cdots \wedge dz_{i_{p}}\wedge d{\bar {z}}_{j_{1}}\wedge \cdots \wedge d{\bar {z}}_{j_{q}}.}
(См. теорию Ходжа для подробностей.)
Взятие внешних произведений этих гармонических произведений соответствует U-произведению в когомологии. Таким образом, U-произведение с комплексными коэффициентами совместимо с декомпозицией Ходжа:
{\displaystyle \smile \colon H^{p,q}(X)\times H^{p',q'}(X)\rightarrow H^{p+p',q+q'}(X).}
Поскольку X - компактное ориентированное многообразие, X имеет фундаментальный класс, и, таким образом, по X можно интегрировать.
Пусть теперь Z будет комплексным подмногообразием X размерности k, а {\displaystyle i\colon Z\to X} - отображение включения. Выберем дифференциальную форму {\displaystyle \alpha } типа {\displaystyle (p,q)}. Мы можем проинтегрировать {\displaystyle \alpha } по Z, используя функцию-кодифференциал {\displaystyle i^{*}},
{\displaystyle \int _{Z}i^{*}\alpha }.
Чтобы вычислить этот интеграл, выберем точку в Z и назовем её {\displaystyle z=(z_{1},\ldots ,z_{k})}.  Включение Z в X означает, что мы можем выбрать локальные координаты {\displaystyle z_{1},\ldots ,z_{k}} на X так, что Z будет подмножеством {\displaystyle z_{k+1}=\cdots =z_{n}=0}.  Если {\displaystyle p>k}, то {\displaystyle \alpha } должно содержать некоторое {\displaystyle dz_{i}} где {\displaystyle z_{i}} отбрасывается назад на ноль в Z.  То же самое верно по отношению к {\displaystyle d{\bar {z}}_{j}}, если {\displaystyle q>k}. Таким образом, этот интеграл равен нулю, если {\displaystyle (p,q)\neq (k,k)}.
С другой стороны, интеграл может быть записан как произведение-пересечение класса когомологий Z и класса когомологий, представленного в виде {\displaystyle \alpha }. По двойственности Пуанкаре, класс гомологий Z двойственен классу когомологий, который мы назовем [Z], и произведение-пересечение может быть вычислено взятием U-произведения от [Z] и α и пересечением с фундаментальным классом X.
Поскольку [Z] - класс когомологий, он имеет декомпозицию Ходжа. По вычислению выше, если мы возьмем U-произведение этого класса с любым классом типа {\displaystyle (p,q)\neq (k,k)}, то мы получим нуль. Поскольку {\displaystyle H^{2n}(X,\mathbb {C} )=H^{n,n}(X)}, мы приходим к выводу, что [Z] обязано лежать в {\displaystyle H^{n-k,n-k}(X)}.
Теперь, гипотеза Ходжа (упрощенно) спрашивает:
Какие классы когомологий {\displaystyle H^{k,k}(X)} происходят из комплексных подмногообразий Z?

## Формулировка
Пусть
{\displaystyle \operatorname {Hdg} ^{k}(X)=H^{2k}(X,\mathbb {Q} )\cap H^{k,k}(X).}
Назовем это группой классов Ходжа степени 2k на X.
Современная формулировка гипотезы Ходжа такова:
Гипотеза Ходжа. Пусть {\displaystyle X} — невырожденное проективное комплексное многообразие. Тогда каждый класс Ходжа на {\displaystyle X} является линейной комбинацией классов когомологий комплексных подмногообразий {\displaystyle X} с рациональными коэффициентами.
Проективное комплексное многообразие — комплексное многообразие, которое может быть вложено в комплексное проективное пространство. Поскольку проективное пространство несёт в себе метрику Кэлера в виде метрики Фубини — Штуди, такое многообразие всегда кэлерово. По теореме Чоу, проективное комплексное многообразие является также гладким проективным алгебраическим многообразием, т.е. это множество нулей набора однородных многочленов.

### Переформулировка в терминах алгебраических циклов
Другой способ формулировки гипотезы Ходжа включает идею алгебраических циклов. Алгебраический цикл на X - это формальная комбинация подмногообразий X; т.е. это нечто в виде:
{\displaystyle \sum _{i}c_{i}Z_{i}.}
Коэффициенты в этой формуле обычно берутся целыми или рациональными. Определим класс когомологии алгебраического цикла как сумму классов когомологии его компонентов. Это пример отображения классов циклов когомологии де Рама, см. когомология Вейля. Например, класс когомологии цикла, определенного выше, запишется как:
{\displaystyle \sum _{i}c_{i}[Z_{i}].}
Такой класс когомологии называется "алгебраическим". С использованием этой нотации, гипотеза Ходжа может быть сформулирована следующим образом:
Пусть X - проективное комплексное многообразие. Тогда каждый класс Ходжа на X является алгебраическим.
Допущение в гипотезе Ходжа, что X является алгебраическим (проективное комплексное многообразие) не может быть ослаблено. В 1977 году Стивен Цукер показал, что возможно построить контрпример к гипотезе Ходжа в виде комплексных торов с аналитической рациональной когомологией типа {\displaystyle (p,p)}, которая не является проективной алгебраической. (см. приложение B в Цукер (1977))

## Известные случаи гипотезы Ходжа

### Малые размерности и коразмерности
Первые результаты по гипотезе Ходжа появились в работе Лефшеца (1924). На самом деле, эта работа предшествовала самой гипотезе и в некоторой степени вдохновила Ходжа.
Теорема (Теорема Лефшеца на (1,1)-классах). Любой элемент {\displaystyle H^{2}(X,\mathbb {Z} )\cap H^{1,1}(X)} является классом когомологии дивизора на {\displaystyle X}. В частности, гипотеза Ходжа верна для {\displaystyle H^{2}}.
Крайне быстрое доказательство может быть проведено, используя когомологию пучков и экспоненциальную точную последовательность. (Класс когомологии дивизора оказывается равным его первому классу Черна.)  Изначально Лефшец доказывал эту теорему через нормальные функции, которые были введены Анри Пуанкаре. Однако, теорема трансверсальности Гриффитса показывает, что этот подход не может доказать гипотезу Ходжа для подмногообразий более высокой коразмерности.
По сложной теореме Лефшеца, можно доказать следующее:
Теорема.  Если гипотеза Ходжа выполняется для классов Ходжа степени {\displaystyle p} для всех {\displaystyle p<n}, то она выполняется и для классов Ходжа степени {\displaystyle 2n-p}.
Из комбинации двух теорем выше следует, что гипотеза Ходжа верна для классов Ходжа степени {\displaystyle 2n-2}, что доказывает ее для случаев, когда {\displaystyle X} имеет размерность не более трех.
Из теоремы Лефшеца на (1,1)-классах также вытекает, что если все классы Ходжа порождены классами Ходжа дивизоров, то гипотеза Ходжа верна:
Следствие.  Если алгебра {\displaystyle \operatorname {Hdg} ^{*}(X)=\bigoplus \nolimits _{k}\operatorname {Hdg} ^{k}(X)} порождена {\displaystyle \operatorname {Hdg} ^{1}(X)}, то гипотеза Ходжа выполняется для {\displaystyle X}.

### Гиперповерхности
По сильной и слабой теоремам Лефшеца, единственной нетривиальной частью гипотезы Ходжа для гиперповерхностей является часть для степени m (т.е., средняя когомология) 2m-мерной гиперповерхности {\displaystyle X\subset \mathbf {P} ^{2m+1}}. Если степень d равна 2, т.е., X является квадрикой, гипотеза Ходжа выполняется для всех m. Для {\displaystyle m=2}, т.е., четверообразий, известно, что гипотеза Ходжа верна для всех {\displaystyle d\leq 5}.

### Абелевы многообразия
Для многих абелевых многообразий, алгебра Hdg*(X) порождена в степени 1. Таким образом, гипотеза Ходжа для них верна. В частности, гипотеза Ходжа выполняется для достаточно общих абелевых многообразий, для произведений эллиптических кривых и для простых абелевых многообразий размерности, равной простому числу. Однако, Мамфорд (1969) построил пример абелева многообразия, на котором Hdg2(X) не порождена произведениями классов дивизоров. Вейль (1977) обобщил этот пример, показав, что если на многообразии задано комплексное умножение в мнимом квадратичном поле, то Hdg2(X) не порождена произведениями классов дивизоров. Мунен & Зархин (1999) доказали, что на размерности меньше, чем 5, выполняется одно из двух: либо Hdg*(X) порождена в степени 1, или на многообразии задано комплексное умножение в мнимом квадратичном поле. В последнем случае известно, что гипотеза Ходжа выполняется только для особых случаев.

## Обобщения

### Целочисленная гипотеза Ходжа
Оригинальной гипотезой Ходжа было следующее утверждение:
Целочисленная гипотеза Ходжа. Пусть X - проективное комплексное многообразие. Тогда каждый класс когомологии {\displaystyle H^{2k}(X,\mathbb {Z} )\cap H^{k,k}(X)} является классом когомологии алгебраического цикла с целочисленными коэффициентами на X.
Сейчас известно, что это неверно. Первый контрпример был построен в работе Атья & Хирцебрух (1961). Используя K-теорию, они построили пример класса когомологии кручения — т.е. класс когомологии α такой, что nα = 0 для некоторого положительного целого n—который не является классом алгебраических циклов. Такой класс необходимо является классом Ходжа. Тотаро (1997) интерпретировал этот результат в рамках кобордизма и нашел много примеров таких классов.
Простейшее исправление этого утверждения таково:
Целочисленная гипотеза Ходжа по модулю кручения. Пусть X является проективным комплексным многообразием. Тогда каждый класс когомологии в {\displaystyle H^{2k}(X,\mathbb {Z} )\cap H^{k,k}(X)} является суммой класса кручения и класса когомологии алгебраического цикла с целыми коэффициентами на X.
Эквивалентно, после деления {\displaystyle H^{2k}(X,\mathbb {Z} )\cap H^{k,k}(X)} на классы кручения каждый класс является образом класса когомологии целочисленного алгебраического класса. Это утверждение также неверно. Коллар (1992) нашел пример класса Ходжа α, который не является алгебраическим, но, будучи умноженным на некоторое целое число, может быть приведен к алгебраическому.
Розеншон & Сринивас (2016) показали, что, чтобы получить корректную целочисленную гипотезу Ходжа, нужно заменить группы Чоу, которые могут быть также выражены как группы мотивной когомологии, на их вариант, который называется этальной мотивной когомологией (или мотивной когомологией Лихтенбаума). Они показали, что исходная рациональная гипотеза Ходжа эквивалентна целочисленной гипотезе Ходжа для этой модифицированной мотивной когомологии.

### Гипотеза Ходжа для кэлеровых многообразий
Естественное обобщение гипотезы Ходжа спрашивает:
Гипотеза Ходжа для кэлеровых многообразий, наивная (простая) версия. Пусть X является комплексным кэлеровым многообразием. Тогда каждый класс Ходжа на X является линейной комбинацией классов когомологии комплексных подмногообразий X с рациональными коэффициентами.
Это слишком оптимистично, поскольку существует недостаточно подмногообразий, чтобы это работало. Возможной заменой была бы одна из двух следующих гипотез:
Гипотеза Ходжа для кэлеровых многообразий, версия с векторными расслоениями. Пусть X является комплексным кэлеровым многообразием.  Тогда каждый класс Ходжа на X является линейной комбинацией классов Черна векторных расслоений на X с рациональными коэффициентами.
Гипотеза Ходжа для кэлеровых многообразий, версия с когерентными пучками. Пусть X является комплексным кэлеровым многообразием.  Тогда каждый класс Ходжа на X является линейной комбинацией классов Черна когерентных пучков на X с рациональными коэффициентами.
Вуазен (2002) доказала, что классы Черна когерентных пучков дают строго больше классов Ходжа, чем классы Черна векторных расслоений и что классов Черна когерентных пучков недостаточно для порождения всех классов Ходжа. Таким образом, все известные формулировки обобщения гипотезы Ходжа на кэлеровы многообразия ложны.

### Обобщенная гипотеза Ходжа
Ходж также выдвинул дополнительную, более сильную гипотезу, чем целочисленная гипотеза Ходжа. Определим, что класс когомологии на X лежит на коуровне c (coniveau c), если он является результатом взятия дифференциала класса когомологии на c-комерном подмногообразии X. Классы когомологии коуровня как минимум c фильтруют когомологию X, и легко видеть, что c-ый шаг фильтрации NcHk(X, Z) удовлетворяет
{\displaystyle N^{c}H^{k}(X,\mathbf {Z} )\subseteq H^{k}(X,\mathbf {Z} )\cap (H^{k-c,c}(X)\oplus \cdots \oplus H^{c,k-c}(X)).}
Изначальным утверждением Ходжа было следующее:
Обобщенная гипотеза Ходжа, версия Ходжа. {\displaystyle N^{c}H^{k}(X,\mathbf {Z} )=H^{k}(X,\mathbf {Z} )\cap (H^{k-c,c}(X)\oplus \cdots \oplus H^{c,k-c}(X)).}
Гротендик (1969) показал, что это не может быть верным даже с рациональными коэффициентами, поскольку выражение в правой части не всегда является структурой Ходжа. Его исправленная версия этой гипотезы выглядит следующим образом:
Обобщенная гипотеза Ходжа. NcHk(X, Q) является наибольшей подструктурой Ходжа Hk(X, Z), которая содержится в {\displaystyle H^{k-c,c}(X)\oplus \cdots \oplus H^{c,k-c}(X).}
Эта версия обобщенной гипотезы Ходжа открыта.

## Алгебраичность локусов Ходжа
Сильнейшим свидетельством в поддержку гипотезы Ходжа является алгебраический результат Каттани, Делинь & Каплан (1995). Допустим, что мы изменяем комплексную структуру X над просто связным основанием. Тогда топологическая когомология X не меняется, но декомпозиция Ходжа меняется. Известно, что если гипотеза Ходжа верна, то локус всех точек на основании, где когомология волокон является классом Ходжа, на самом деле является алгебраическим подмножеством, то есть, граница его выражается полиномиальным уравнением. Каттани, Делинь & Каплан (1995) доказали, что это верно в любом случае без привлечения гипотезы Ходжа.